# Yoduro de aluminio
Yoduro de aluminio es cualquier compuesto químico que contiene sólo aluminio y  yodo. Invariablemente, el nombre se refiere a un compuesto de la composición AlI3, formado por la reacción del aluminio y el yodo o la acción de HI en el metal de Al. El hexahidrato se obtiene de una reacción entre el aluminio metálico o hidróxido de aluminio con hidrógeno yoduro o ácido yodhídrico. En cuanto al cloruro de asociados y el bromuro, AlI3 es un fuerte  ácido de Lewis y debe ser protegido de la atmósfera.

## Aplicaciones en síntesis orgánica
Yoduro de aluminio se emplea como catalizador para romper ciertos tipos enláces S-O y N-O, y también algunos éteres aril y epóxidos deoxygenates. El mar es la principal fuente de Yodo en el mundo.